# Ljubljanski zvon
Ljubljanski zvon je bil od 1881 do 1941 osrednji slovenski literarni mesečnik. Ustanovili so ga Josip Jurčič, Janko Kersnik, Fran Levec in Ivan Tavčar, kot nadaljevanje Stritarjevega dunajskega Zvona.

## Vloga celovškegaKresapri ustanovitviLjubljanskega zvona
Leta 1880 se je duhovniku Davorinu Trstenjaku in pisatelju Jakobu Sketu porodila ideja o izdajanju novega slovenskega leposlovnega časnika Kres. V svoje kroge sta povabila takrat uveljavljene slovenske literate, med njimi tudi Josipa Vošnjaka, ki pa je Trstenjaku odgovoril, da razmišljajo o ustanovitvi beletrističnega lista, ker naj bi bilo v Ljubljani središče in veliko mlajših pisateljev, ki bi pripomogli k izdajanju. Hkrati ga je spodbodel s kritiko, da bi v Celovcu za časnik pisali le študentje. Kljub temu je bila trojica Trstenjak-Sket-Krek neustrašna in je 1. oktobra 1880 izdala poziv k izhajanju novega leposlovnega in znanstvenega lista Kres. Slovenski narod je 7. oktobra 1880 objavil, da bo začel izhajati Ljubljanski zvon. 
Na to novico se je Jakob Sket odzval z odgovorom, da v Ljubljani niso zmožni izdajati leposlovnega lista, saj mora tak literarni časopis izhajati na periferiji slovenstva, kar pa Ljubljana ni. Kljub različnim besednim bojem je pred novim letom 1881 izšla prva številka celovškega Kresa s podnaslovom leposloven in znanstven list. Kot odgovorni urednik je bil podpisan Jakob Sket, na čelu pa je bil natisnjen sonet Luize Pesjakove. Prva številka Ljubljanskega zvona je izšla 1. januarja 1881 pod uredništvom Frana Levca.
Skoraj ves čas izhajanja je bil med vodilnimi slovenskimi literarnimi revijami. Poleg leposlovja, kateremu je bil v prvi vrsti namenjen, je prinašal še umetnostno kritiko ter razprave in eseje o umetnosti. Prvi dve desetletji je objavljal razprave z vseh znanstvenih področij (do leta 1900 je imel podnaslov Leposloven in znanstven list), nato se je omejil na humanistiko (podnaslov Mesečnik za književnost in prosveto), od 1931 (podnaslov Slovenska revija) je objavljal tudi prispevke o aktualnih družbenih vprašanjih.
Imel je štiri priloge: Inserati »Ljubljanskega zvona«, Uganke (1883), Slovenska knjigarna (1900–1904) – izdajal jo je Lavoslav Schwentner, želel je obveščati založnike in bralce z informacijami o novih knjigah in tiskih – in Naša knjiga (1917).
Ljubljanski zvon so vsa leta tiskali v Ljubljani, v Narodni (1881–1919 in 1936, št. 7/8) in v Delniški tiskarni (1920–1936).

## Prvo obdobje
Fran Levec je zbral okoli Ljubljanskega zvona vse pomembnejše pesnike in pisatelje, kot so Anton Aškerc, Simon Gregorčič, Janko Kersnik, Fran Maselj, Janez Mencinger, Ivan Tavčar in Janez Trdina. Manj uspešen je bil v znanosti, čeprav ji je namenjal precej prostora. Avtorji, ki so pisali o znanosti, so: Fran Levstik, Josip Apih, Fran Celestin, Andrej Fekonja, Ivan Šubic, Karel Štrekelj in Josip Stare.

## Odhod katoliških sodelavcev
Ko je bil leta 1888 ustanovljen Dom in svet, je Ljubljanski zvon izgubil precej sodelavcev, še posebno katoliško usmerjenih, ki so potem sodelovali le izjemoma in s psevdonimom. Levčevo realistično smer je nadaljeval Anton Funtek. Naslonil se je predvsem na Kersnika, Tavčarja in na druge pisatelje prejšnje dobe, pojavile so se nove literarne smeri. Te je uveljavil Viktor Bežek, slabše je bil zastopan naturalizem, močno pa moderna s Cankarjem, Kettejem, Murnom in Župančičem. Bežek je spodbujal "novostrujarje", objavljal je njihove prispevke, Aškerc jim ni bil naklonjen. Uvedel je kritično spremljanje umetniškega dogajanja. 
Uredniki: Fran Levec (1881–1891), Anton Funtek (1891–1895), Viktor Bežek (1896–1899), Anton Aškerc (1899–1903), Fran Zbašnik (1903–1910), Janko Šlebinger (1910–1917), Oton Župančič (1917–1918; 1919, št. 1–9), Anton Melik (1918), Milan Pugelj (1918; 1919, št. 1–9), Joža Glonar (1919–1922), Fran Albreht (1922–1932), Alfonz Gspan (1932–1933), Božidar Borko (1933), Tone Seliškar (1933), Anton Ocvirk (1934), Juš Kozak (1935–1941) idr.

## Kriza in ukinitev
Največja kriza je Ljubljanski zvon prizadela leta 1932, ko je prišlo do spora med Tiskovno zadrugo in nekaterimi pomembnejšimi sodelavci. Povod je bil Župančičev esej Adamič in slovenstvo, v katerem polemično postavi v ospredje slovensko narodno vprašanje. Prizadeti sodelavci so svoje poglede predstavili v brošuri Kriza Ljubljanskega zvona (1932), zapustili revijo in ustanovili Sodobnost. Zadnji urednik Ljubljanskega zvona, Juš Kozak, je simpatiziral z marksizmom, zato je omogočal komunistom, da so smeli do začetka vojne leta 1941, ko je revija prenehala izhajati, v njem razglašati svoje ideje. Po letu 1945 se Ljubljanski zvon ni več obnovil.